# Тальманська розписка
Тальма́нська розписка, тальма́нський лист (від англ. tallyman list — «список тальмана») — первинний обліковий документ, в якому відображаються відомості про кількість місць і вагу вивантажених із судна й прийнятих портом товарів. Записи до тальманської розписки вносяться після підрахунку поштучно та одночасного огляду вантажних місць та засвідчуються підписом тальмана.
Підрахунок вантажу при завантаженні/розвантаженні може здійснюватися з двох сторін: з боку судна та з боку порту. При двосторонньому тальманському рахунку тальмани судна та порту звіряють записи та засвідчують їх підписом після кожного поспішного чи поштучного переміщення вантажу. Після закінчення зміни або роботи на судні тальман порту здає розписку на вантажний склад, а тальман судна — особі, відповідальній за навантаження вантажу на судно (зазвичай помічнику капітана). З тальманської розписки складається штурманська розписка і виписується коносамент. При розходженні кількості вантажу з даними, зазначеними в коносаменті, та неналежному стані вантажу відповідно до Правил складання актів при морських перевезеннях вантажів та багажу складається акт-повідомлення.
Реквізити тальманської розписки:
1. Найменування документа: Тальманська розписка.
2. Номер документа
3. Дата створення документа
4. Найменування організації
5. Текст розписки: назва судна; номер трюму; час роботи; причал; склад; навантажувальний ордер; назва вантажу; кількість місць; маса вантажу.
6. Розпис тальмана.

## Історія
Поява водного транспорту відкрила світові нові торгові шляхи та кардинально змінило торгівлю ще забагато років до нашої ери. Вантажні перевезення і досі не обходяться без потреби кораблів. З розвитком мореплавства та появою морських портів збільшились випадки крадіжок товару. Зазвичай причиною нестач були:
- Крадіжки матросами
- Напади на судна
- Крадіжки в порту

Необхідність в точному підрахунку існувала майже завжди. Так ще у 500-тих роках до нашої ери в крупних портах до 12 % вантажів не доходило до отримувача, цьому сприяли різноманітні форми звітів. Так, було нормальним, коли порт А відвантажував 100 бочок, на кораблі приймали 20000 футів вантажу, а в порту Б отримували 3000 одиниць товару. Саме тому виникла потреба в систематизації та стандартизації. Так крупні порти наймали тальманів робота яких полягала в підрахуванні кількості одиниць вантажу, ого маси та габаритів під час завантаження чи розвантаження грузу, а результати слід було записувати в окремий лист, що містив печатку порту. Відповідно порівнюючи листи з різних етапів транспортування, можна було виявити, на якому з них було загублено товар. Але від викрадення сторонніми особами жоден список не захищав. Тонни вантажів досі зникали, зокрема продукти харчування. По справжньому захистити вантаж від крадіжок під час переміщення вантажів по територіях морського порту і та на воді людство досягло з розповсюдженням спеціальних контейнерів та переходом з простих вантажних на контейнерні перевезення. Так тальманські листи мали інформацію не лише про кількість та вагу, а ще й місце знаходження на судні, типу контейнера та часу опломбування. Ці паперові документи зберігали під час усього шляху, а згодом напряму відправляли факсом у порт-отримувач, що зменшувало ймовірність втручань в результати підрахунків сторонніми особами.
Кілька десятиліть тому підрахунок був насправді просто аркушем, прикріпленим до картонного планшета. Документування проводилося за загальноприйнятим зразком, в табелі вказували кількість вантажу, а також його властивості. Мінусів у такій роботі було чимало. Заповнювати відомості доводилося на вулиці, часто під час дощу чи снігу, що викликало неточності в обліку. Крім того, зведення документів проводилося лише в кінці робочого дня, що сповільнювало обробку товару. Останні роки тальманський лист є листом лише формально, а облік ведеться за допомогою спеціального програмного забезпечення.

## Проблеми, що вирішує
Спектр тальманських послуг входить ведення тальманських листів, надання щоденного звіту про стан вантажу, а також складання заключного сюрвейєрського звіту, що є основним документом, що засвідчує кількість і стан вантажу, що транспортується.
Послуги професійних тальманів дозволяють у листах зобразити:
1. Точну картину кількості і якості вантажу в момент перевалки.
2. Оперативну інформацію про кількість і стан вантажу під час вантажних операцій.

Значна частина тальманських послуг це інспекції під час розвантаження/перевантаження вантажів. Особливістю перевалки вантажів є потенційна небезпека розкрадання вантажу. Розкрадання відбуваються не тільки під час перевантаження/розвантаження, але й у процесі транспортування. Установити метод розкрадання під час транспортування — завдання сюрвейєра, однак завдання збору первинної інформації (під час розвантаження транспортного засобу), що дозволяє виявляти методи розкрадань, лягає на тальмана.
Крім розкрадань у вантажів існує проблема вагової недостачі. Причини такої недостачі можуть бути різні. Однак довести таку недостачу можна тільки грамотним і наочним сюрвейєрським звітом, у якому відбиті й результати зважування й точність ваг.

## Відмінність від сюрвейєрської звітності
Тальманські послуги принципово відрізняються від сюрвейєрських тим, що деталізованого огляду ушкодженого вантажу під час складання тальманської розписки не проводиться. У цьому випадку мова йде про загальний стан партії вантажу. Тому вартість тальманських послуг у порівнянні із сюрвеєм не висока і така послуга виконується, як правило, на постійній основі (під час вивантаження/навантаження декількох суднових або контейнерних партій).
Водночас сюрвейєрська діяльність може виявитися необхідною на кожному етапі транспортування вантажу й використовуватися для захисту інтересів будь-якого учасника просування товару: як відправника й одержувача вантажу, так перевізника й страховика. Сюрвейєри інспектують вантаж під час навантаження, перевалки й вивантаження, визначаючи кількість і якість товару (така експертиза вантажів дає можливість відслідковувати зміни якості й кількості, установити їхні причини). Подібна процедура дозволяє уникнути розкрадань, ушкоджень товару під час транспортування й неправильного укладання.

## Випадки
У порту Калінінград на початку 90-х років при завантаженні алюмінію у зв'язках на судно, що прямує до одного з портів США, у тальманках порту приписали зайвий вагон алюмінію. Незалежні тальмани, що здійснюють рахунок вантажу від імені судна, не погодилися з рахунком порту, в результаті було прийнято рішення про повне вивантаження вантажу на причал та його перерахунок. Внаслідок перерахунку було виявлено приписку вагона алюмінію. Вивантаження і навантаження зайняли понад три доби й оскільки помилку було допущено портовими тальманами, всі збитки було покладено порт.